# Mastigias papua etpisoni
Sous-espèce
Mastigias papua etpisoni est une sous-espèce de méduses de l'espèce Mastigias papua, qui se rencontre uniquement dans des lacs de Palaos et découverte à une date antérieure à 1998.

## Systématique
La sous-espèce Mastigias papua etpisoni a été décrite en 2005 par le biologiste américain Michael N. Dawson (d)

## Histoire
Initialement plusieurs lacs de Palaos étaient reliés à la mer, puis il y a 15 000 ans, les ouvertures se sont bouchées. Des méduses Mastigias papua se sont retrouvées isolées de leurs prédateurs, ce qui a conduit à leurs extensions que l'on peut observer notamment dans le lac aux Méduses (Ongeim'i Tketau) qui contient à présent de cinq à dix millions de méduses.

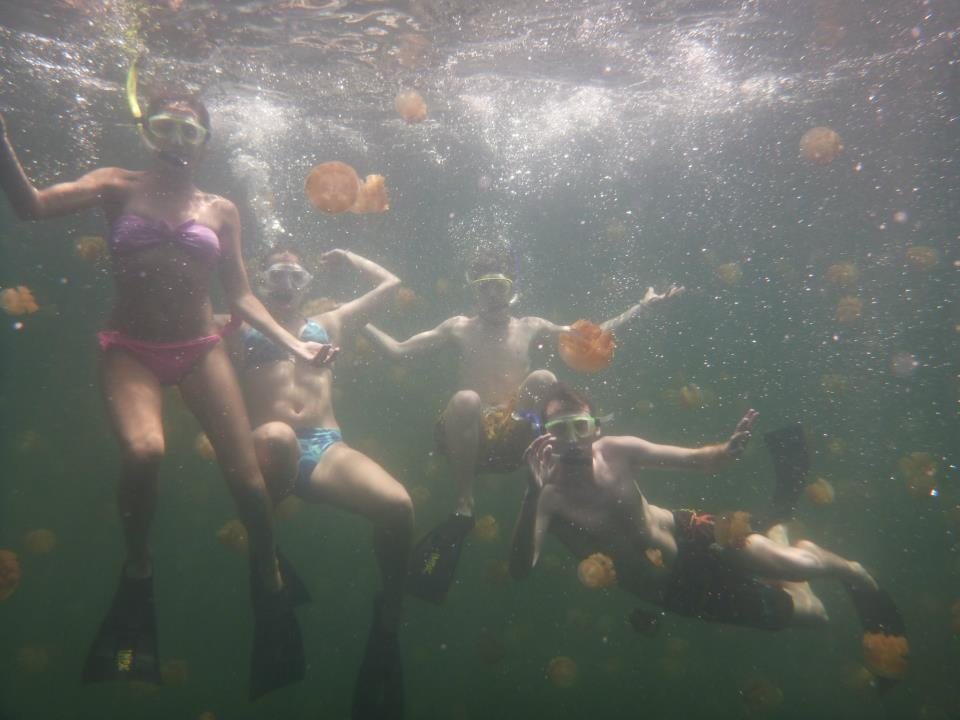
Étudiants nageant dans le lac aux méduses

N'ayant plus de prédateurs, on dit qu'elles ont perdu leurs pouvoirs urticants. En fait, leurs cnidocytes sont toujours présents mais trop petits pour blesser un plongeur. Ainsi, chaque année, plus de 100 000 touristes viennent se baigner au milieu de ces méduses.

## Habitat naturel

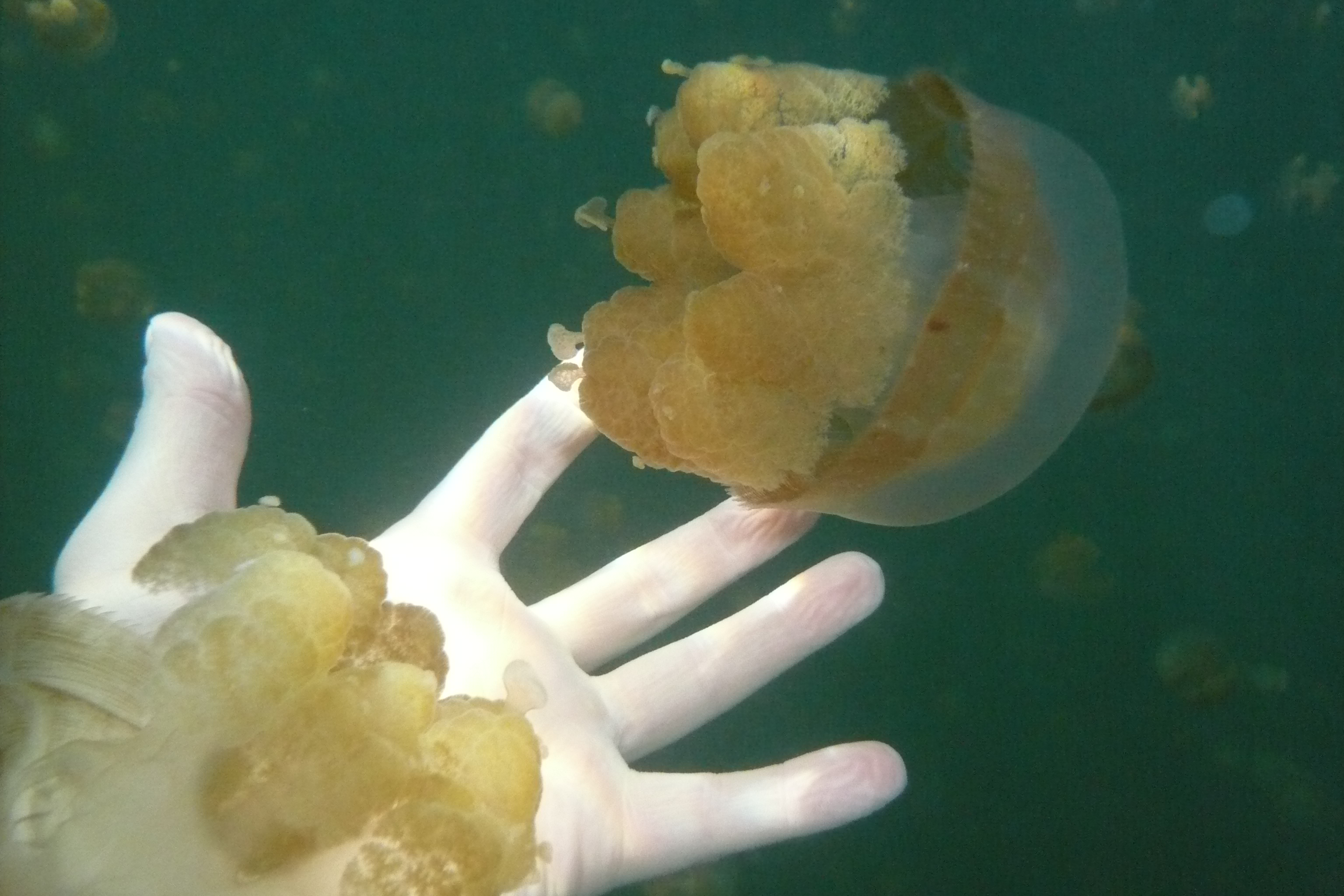

Elles vivent au sein de trois lacs d'eau saumâtre situés à Palaos, îles Chelbacheb, dans l'océan Pacifique. Le plus connu étant le lac aux Méduses (Ongeim'i Tketau).
Les lacs ayant acquis leurs "indépendances" à des époques différentes, entre 5 000 et 15 000 ans, il est possible de voir les différents stades d'évolution de Mastigias papua vers Mastigias papua etpisoni. Effectivement, chose étrange, les méduses à différents endroits mais confrontées au même problème, ont répondu avec les mêmes évolutions.
Cet écosystème unique est cependant fragile : la population de ces méduses est vulnérable aux changements climatiques et leur nombre avait dramatiquement chuté de près de 8 millions à 600 000 à la suite du phénomène El Niño, en 2016, qui avait provoqué une hausse des températures, une sécheresse exceptionnelle et une salinité accrue des lacs en raison du manque de renouvellement des eaux de pluie. Depuis 2019, le nombre de méduses est de nouveau en croissance mais des règles strictes encadrent la baignade : pas de crème solaire, pas de plongée avec des bouteilles et un droit d'entrée de 100 dollars pour tenter de limiter la fréquentation touristique.

## Description
Comme toutes les méduses, Mastigias papua etpisoni est composé de 95 % d'eau, lui conférant une faible densité qui lui permet de "flotter" dans l'eau.

## Alimentation
Confrontées au manque de proies, elles ont développé une symbiose avec des algues microscopiques, les zooxanthelles qui participent à leur nourriture par transfert de matières organiques produites par photosynthèse. Pendant la journée, ces méduses passent d’une rive à l’autre sur 2 km, en suivant le soleil favorable à cette photosynthèse. À la fin de la journée, elles se laissent tomber au fond pour absorber les sels minéraux dans les sédiments, puis remontent en surface au petit matin pour transférer ces éléments nutritifs aux algues.

## Publication originale
- (en) Michael N. Dawson, « Five new subspecies of Mastigias (Scyphozoa: Rhizostomeae: Mastigiidae) from marine lakes, Palau, Micronesia », Journal of the Marine Biological Association of the United Kingdom, Cambridge, Cambridge University Press, vol. 85, no 3,‎ 21 juin 2005, p. 679-694 (ISSN 0025-3154 et 1469-7769, OCLC 1756690, DOI 10.1017/S0025315405011604).

## Référence télévisuelle
- Ushuaia Nature 02 - Les trésors de l'océan (Palau, 1998)